# محمد هلال (لاعب كرة قدم مواليد 1995)
محمد هلال خليفة النعيمي (مواليد 10 أغسطس 1995، لاعب كرة قدم إماراتي يجيد اللعب كلاعب وسط مع نادي دبا الفجيرة الإماراتي.

## مسيرة اللاعب
مثل نادي عجمان في الفئات السنية و صعد للفريق الأول عام 2015 و انتقل إلى نادي العين في صيف 2019 و عاد لاحقاً إلى نادي عجمان في عام 2021 و وقع مع نادي دبا الفجيرة في عام 2024.